# David Bustamante Hoyos
David Bustamante Hoyos (San Vicente de la Barquera, Cantàbria, 25 de març de 1982) és un cantant espanyol.
Fins a 2019 ha venut més de 2.000.000 de còpies a Espanya dels seus deu discs editats i ha ofert més de 900 concerts. David Bustamante ha aconseguit arribar en nou ocasions al lloc més alt de la llista de vendes.
Té el club de fans més gran d'Espanya amb més de 22.000 socis registrats i amb delegacions a tot Espanya, Amèrica Llatina i països europeus.

## Biografia
Va néixer el 25 de març de 1982 a San Vicente de la Barquera, (Cantàbria).
Amb dotze anys es va descobrir com a cantant per una improvisació que va fer en el bateig d'un cosí seu interpretant la cançó Guitarra. Va seguir cantant i va arribar a ser part d'una tuna. Bustamante va començar a actuar a festes i a teatres. També es va intentar presentar al concurs Lluvia de estrellas.
El seu estil musical preferit és la balada i el pop. Artistes com Luis Miguel, Marc Anthony, Sergio Dalma o Cristian Castro han influït en el seu estil.

### Operación Triunfo (2001-2002)
L'any 2001, després d'un càsting inicial, va ser seleccionat per a participar en el concurs televisiu Operación Triunfo. Va quedar en tercera posició com a guanyador. El concurs es va convertir en el programa més vist de tota la història de la Televisió Espanyola.
David Bustamante va ser, juntament amb Rosa López i David Bisbal, un dels tres candidats finals per a representar a Espanya en el Festival d'Eurovisió el 2002. Rosa López va ser finalment l'escollida però ell hi va anar juntament amb David Bisbal formant part dels cors.
Aquell mateix any va realitzar amb els seus companys d'Operación Triunfo, una gira de més de vint concerts per les principals ciutats espanyoles, arribant a omplir l'Estadi Santiago Bernabéu a Madrid o el Palau Sant Jordi a Barcelona en diverses ocasions. Aquesta gira la van seguir més de mig milió de persones.

### Inicis de la seva carrera
Per ser un dels concursants que més va progressar dins del concurs televisiu Operación Triunfo va guanyar un contracte amb la discogràfica barcelonesa Vale Music. El seu primer treball en solitari va ser produït per Miguel Gallardo. El resultat: Bustamante, un àlbum ple de balades i ritmes llatins d'on van sortir èxits com Dos hombres y un destino, Además de tí o El aire que me das, i del que es van vendre més de 700.000 còpies.
L'estiu de 2002, David va realitzar una gira per Espanya per a presentar el seu disc juntament amb Verónica Romeo, una altra concursant del programa. La gira va tenir 70 concerts aproximadament i va acabar amb un concert en el Palacio de Vistalegre de Madrid. Aquest concert va ser gravat en DVD per a una edició especial que va sortir a la venda posteriorment. També va ser imatge de la campanya de Turisme de Cantàbria.
El seu segon disc va ser publicat el 2003 i es va titular Así soy yo. Produït pel productor Emilio Estefan, va tenir temes coneguts com a Devuélveme el aire o Ni una lágrima más. Amb ell, Bustamante va realitzar treballs de composició, una faceta que fins llavors no havia mostrat. El 2004 va recórrer Espanya fent concerts, i Amèrica de promoció, a països com Veneçuela, Mèxic, Equador, Costa Rica o Puerto Rico.
El 2005 va presentar Caricias al alma, gravat a Itàlia i Espanya i produït per Pablo Pinilla, on hi ha balades i nous ritmes com el reggaeton: Devuélveme la vida. Aquest disc va ser quatre setmanes seguides número 1 en vendes a Espanya, on aviat va ser Disc de Platí i una mica més tard Disc d'or a Veneçuela. Aquest any, David va tornar a recórrer Espanya en una altra extensa gira de concerts així com va realitzar viatges promocionals a Amèrica.
El 2006 va versionar clàssics de la música llatina al àlbum Pentimento i es va casar amb l'actriu asturiana, Paula Echevarria. Pentimento, produït per Marcello Acevedo (productor de Chayanne, Julio Iglesias o Paulina Rubio) va ser també número 1, es va convertir en Disc de Platí i, amb ell, Bustamante va realitzar una altra reeixida gira per Espanya de més de 50 concerts durant l'estiu. Els temes Por ella o Bésame són dos dels èxits de l'any. També va emprendre un viatge promocional a Romania.
David Bustamante va començar l'any 2007 guanyant el concurs televisiu Mira quién baila!. Aquest any, el cantant va compondre una cançó al club de futbol Racing de Santander i va participar en el disc del desè aniversari de Vale Music.

### Consolidació
El 2008 promociona el disc Al filo de la irrealidad. L'àlbum va ser Disc d'Or la primera setmana i número 1 dues setmanes consecutives. En tan sols cinc setmanes aconsegueix el Disc de Platí. L'àlbum entra, a més, directament en el lloc núm. 38 dels àlbums més venuts d'Europa, a la llista Billboard European Top 100. Produït per Kike Santander sota el segells d' Universal Music amb Vale Music. Es tracta del disc més internacional de tota la seva carrera, ja que es va editar també a Amèrica Llatina i als Estats Units. Els senzills Al filo de la irrealidad (que dona títol al disc) i Cobarde van tindre èxit. El primer és Disc d'or i el segon és Triple Disc de Platí en descàrregues de cançons i Triple Platí en tons originals. A la primavera de 2008, Bustamante va iniciar una llarga promoció del seu disc per Amèrica llatina i va iniciar la seva gira per Espanya, cosa que lel va portar per més de 60 localitats espanyoles. També va treure al mercat un DVD amb el concert que va tenir lloc al Palacio de Deportes de Santander.
A principis de 2009, el grup Endemol Digital va presentar la sèrie documental, Bustamante Uno de los nuestros, creada exclusivament per Internet i telefonia. La sèrie mostra la vida professional i aspectes personals del cantant durant sis mesos de gira.
El 2010 el cantant va estrenar el disc A contracorriente. Gravat en Miami de la mà dels productors Kike Santander, Daniel Betancourt, José Luis Arroyave, Rafa Vergara i Rayito, l'àlbum inclou un duet amb Shaila Durcal. Bustamante va reafirmar el seu èxit, va tornar a ser número 1 en vendes amb Disc d'Or la primera setmana. Poc després va arribar el Disc de Platí de nou. El disc va entrar al núm. 35 dels àlbums més venuts d'Europa a la llista Billboard European Top 100 i va ser el desè disc més venut de 2010 a Espanya. El primer senzill Abrázame muy fuerte va ser Disc de Platí en descarregues de cançons originals. A la primavera de 2010, el David va presentar les seves noves cançons amb plens totals en una gira pels teatres més emblemátics d'Espanya així com en una gira d'estiu per les principals localitats espanyoles. El videoclip del seu segòn single, A contracorriente compta amb la seva dona, Paula Echevarria com a protagonista i està inspirat en la famosa pel·lícula Notting Hill. A l'estiu es va presentar el duet del cantant amb Tamara en una cançó inclosa en el disc «Amores» d'aquesta.
A principis de 2011 va iniciar una nova gira per teatres de tot Espanya com a celebració dels seus primers 10 anys en el món de la música. Actua amb ple absolut al Palau de la Música Catalana de Barcelona. Bustamante va llançar també una nova cançó: Algo así quiero yo de la banda sonora original de la nova pel·lícula de Walt Disney Company "Enredados" que es va estrenar al febrer. Composta per l'oscarizat compositor Alan Menken, en el tema canta amb Marta Sánchez sent el tema principal de la pel·lícula. David va participar també precisament en un episodi de la nova sèrie de Disney Channel a Espanya, "La Gira". Aquest any va protagonitzar a més un dels espots que la Fundació Reina Sofia va dedicar a l'Any Internacional de l'Alzheimer sota la campanya "Banc de records" i va ser imatge de Nintendo amb la seva dona a la campanya de NintenDogs and Cats. Durant l'estiu va realitzar per Espanya la continuació de la gira de l'any anterior.
A finals de 2011 publica el disc Mío amb la producció de Mauri Stern i Christian Leuzzi. El primer single va ser Como tú ninguna. La balada Me salvas va servir de segon senzill. L'àlbum, que inclou un duet amb Pastora Soler va ser Disc de Platí i va sumar a prop de 70 setmanes a la llista de vendes.
A finals de 2012 va presentar la reedició Más mío i va començar una gira de 40 concerts. A més a més, el cantant va assumir el 2012 i el 2013 el paper de jurat a les dues edicions de l'espai El número uno (de Gestmusic per Antena 3).
El 2014 grava el seu vuitè disc Vivir a Mèxic. L'àlbum va sortir al mercat després de l'estiu, va entrar al número 1 i va rebre la certificació de disc de platí. El primer single va ser el tema pop Feliz.
Durant el 2015 va realitzar el tour espanyol i una gira promocional a Bèlgica, Països Baixos i Luxemburg. També va presentar la seva primera biografia El sueño se hizo realidad (Editorial Cupula de Planeta).
El 2016 presenta el seu nou disc Amor de los dos sota el segell d'Universal Music. Produït per Jorge Avendaño Lührs (Plácido Domingo, Sarah Brightman) i gravat a Los Ángeles, l'àlbum revisa grans clàssics de la música mexicana. A més, inclou duets amb Alejandro Fernández, Edith Márquez i Alicia Villareal. En la seva primera setmana, entra al número 1 a Espanya i aconsegueix un nou Disc d'or. El seu primer senzill és Como yo te amé. El cantant prepara la promoció per Amèrica Llatina, realitza un duet amb la mexicana Anahí i realitza una gira per Espanya.

### Actualment
El 2018 el cantant prepara el seu desè àlbum, finalitza la seva anterior gira amb més de vint concerts, actua amb Ana Guerra en el concert Caminant Junts al Estadi Santiago Bernabéu i fitxa per la primera edició de «Bailando con las estrellas», emès des del maig a la 1 deTVE. El juliol de 2018, ell i la seva companya de ball, Yana Olina, són proclamats vencedors de la primera edició del programa.
El 2019 és assessor de Luis Fonsi en el concurs «La voz» a Antena 3 i presenta el seu nou disc «Héroes en tiempos de guerra» de la mà de Universal Music. El primer senzill es titula Héroes i el disc inclou la bachata Desde que te ví a duo amb Ana Guerra, el tema Sexto sentido amb Nabález així com cançons compostes per Luis Fonsi, Paty Cantú o el mateix Bustamante.
«Héroes en tiempos de guerra» entra al número 1 de la llista oficial de vendes a Espanya.

### Pla personal
En el pla personal, té una nena que es diu Daniela amb la seva exdona, l'actriu Paula Echevarría, nascuda el 17 d'agost de 2008 a l'hospital Montepríncipe de Madrid. Bustamante es va casar amb Echevarria el 22 de juliol de 2006 a Astúries.

## Discografia

### Àlbums d'estudi
- 2002 - Bustamante - 7 discs de platí
- 2003 - Así soy yo - 2 discs de platí
- 2005 - Caricias al alma - 1 disc de platí
- 2006 - Pentimento - 1 disc de platí
- 2007 - Al filo de la irrealidad - 1 disc de platí
- 2010 - A Contracorriente - 1 disc de platí
- 2011 - Mío - 1 disc de platí
- 2014 - Vivir - 1 disc de platí
- 2016 - Amor de los dos - 1 disc d'or
- 2019 - Héroes en tiempos de guerra

### Àlbums en DVD
- 2003 - Bustamante en concierto (Edició especial)
- 2008 - Al filo de la irrealidad en vivo (Edició especial)

### Edicions especials
- 2011 - A contracorriente. Edición especial (Amb cançons inédites)
- 2012 - Más mío (Amb cançons inédites)
- 2015 - Vivir (Edició per Europa central amb dos noves cançons)

### Àlbums recopilatoris
- 2008 - Discografía Completa (Caixa per a col·leccionistes amb els 5 discs i 1 disc inèdit)
- 2011 - Sus 50 mejores canciones (Tres discs amb 50 temes)
- 2013 - Lo mejor de Bustamante (Col·lecció recopilatoris d'Universal Music)

En total ha aconseguit:
- 15 Discs de platí i 1 Disc d'Or (Vendes de discs a Espanya)
- 4 Discs de Platí i 1 Disc d'Or (Descàrregues de cançons a Espanya)
- 3 Discs de Platí i 1 Disc d'Or (Descàrregues de cançons - tons mòbils a Espanya)
- 1 Disc d'Or (Vendes de discs a Veneçuela)

### Senzills
- 2002 - Además de ti
- 2002 - El aire que me das
- 2002 - Dos hombres y un destino (amb Alex Casademunt)
- 2003 - No soy un superman
- 2003 - Devuélveme el aire
- 2004 - Ni una lágrima más
- 2005 - Devuélveme la vida
- 2005 - Mi manera de amarte
- 2006 - Por ella
- 2006 - Bésame
- 2007 - Al filo de la irrealidad
- 2008 - Cobarde
- 2008 - Mi consentida (Només a Espanya)
- 2009 - Buscame (Només a Amèrica Llatina)
- 2009 - Celebra la vida (amb Axel)
- 2010 - Abrázame muy fuerte
- 2011 - A contracorriente
- 2011 - No debió pasar (amb Shaila Dúrcal)
- 2011 - Como tú ninguna
- 2011 - Me salvas
- 2012 - Bandera blanca (amb Pastora Soler)
- 2012 - Cerca de mi piel
- 2014 - Feliz
- 2014 - Vivir
- 2015 - Castígame (amb Belle)
- 2016 - Como yo te amé
- 2017 - Lo pide el alma
- 2019 - Héroes

## Premis
David Bustamante ha guanyat 4 Premis Cadena Dial (Espanya), 2 Premis Orgullosamente Latino (Mèxic), un Premi Garita (Puerto Rico), una Orquídea de Diamant (Veneçuela), un Premi 40 Principals (Ecuador), un Premi del Grup Vocento (Espanya), un Premi Pentagrama del grup Teletaxi (Espanya), un Premi Punto Radio (Espanya), un Premi de la revista Cosmopolitan (Espanya), un Laurel d'Or a la Qualitat (Mèxic), un Premi Kapital (Espanya), un Premi Horeca de Cantabria (Espanya), dos Premis Neox (Espanya) o un Premi Artistes amb Cor (Espanya) d'entre altres.